# Baltimore, Irland
Baltimore (iriska: Dún na Séad, efter en borg tillhörig klanen O'Driscoll, eller Baile an Tighe Mhóir) är en mindre stad i västra delen av grevskapet Cork i Irland. Stadens namn betyder "det stora husets stad" på iriska. Färjetrafik går från Baltimore till Schull, Sherkin Island och Clear Island. 
Baltimore grundades som en engelsk koloni år 1605. Byn plundrades 1631 under den så kallade räden mot Baltimore av algeriska kapare, vilka tillfångatog över 100 av byns invånare och sålde dem som slavar. Efter räden övergavs Baltimore, men hade vid sekelskiftet 1800 återigen befolkats. Det anses att Napoleon I fick sin vittkända vita märr från denna irländska stad.